# Gazonfier
Gazonfier est un quartier situé à l'est du Mans. 

## Situation géographique
Il se trouve sur les hauteurs de la ville, la « colline de Gazonfier ». Il surplombe les quartiers Bollée et Sablons. 

## Description
Il est formé en grande partie de petits carrés résidentiels continus assez homogènes: maisons individuelles, barres HLM. Les commerces sont généralement de proximité tandis qu'un supermarché est présent.
Ce quartier est juxtaposé à celui des Maillets. À eux deux, ils sont les derniers quartiers de la ville avant la périphérie Mancelle et la campagne sarthoise.

## La côte de Gazonfier
Le quartier doit son nom à la célèbre côte de Gazonfier qui monte à 18 % en moyenne sur 300 m dont 100 m à 20,2 %. Cette montée accueille de nombreuses courses cyclistes. Le record de la montée cycliste départ arrêté est détenu par François Pervis, en 44 secondes à vélo de route et Johan Chambrier en 54 secondes à VTT.